# Wilmer Valderrama
Pour les articles homonymes, voir Valderrama.
 (juillet 2011).
Si vous disposez d'ouvrages ou d'articles de référence ou si vous connaissez des sites web de qualité traitant du thème abordé ici, merci de compléter l'article en donnant les références utiles à sa vérifiabilité et en les liant à la section « Notes et références ».
Wilmer Valderrama, né le 30 janvier 1980 à Miami, en Floride, est un acteur américain.

## Biographie

### Jeunesse et formation
Né à Miami, Wilmer Valderrama est le fils de Sobeida (née Aria) et Balbino A. Valderrama. Il a une sœur, Maryline, et un neveu, Christian. Il a des origines vénézuélienne et colombiennes.
Il quitte les États-Unis à l'âge de deux ans avec sa famille pour s'installer au Venezuela, il revient vivre à Los Angeles à l'âge de treize ans. Il a étudié au lycée William Howard Taft High School (en) de Los Angeles.

### Carrière

#### Années 2000: révélation télévisuelle et progression discrète au cinéma
L'apprenti acteur s'inscrit à des cours de théâtre afin d'assimiler la culture américaine. Il joue dans de nombreuses pièces de théâtre telles que Le Songe d'une nuit d'été, And Never Been Kissed ou encore The Impossible Years.
Il suit les conseils de son professeur et prend un agent qui lui trouve rapidement des rôles dans des séries produites par CBS ou Disney.
En 1998, il tourne le pilote d'une nouvelle sitcom, That '70s Show, qui connait un succès international auprès d'une jeune audience. Le jeune comédien se voit propulsé sur le devant de la scène, et connaît le « rêve américain » dans le rôle de Fez, durant les huit saisons du programme, jusqu'en 2006. 
À l'approche de la fin de la série, en 2005, il est pressenti pour jouer dans l'adaptation cinématographique de la série CHiPs, mais le projet n'aboutit pas. À la place, il enchaîne les seconds rôles dans Fast Food Nation et la comédie Enfants non accompagnés, tous deux sortis en 2006. Il finit par se hisser dans un premier rôle en 2007 pour le film d'horreur The Dead One (en), qui passe inaperçu.
Il revient aux seconds rôles en 2010 pour le drame The Dry Land (en) aux côtés d'autres acteurs de séries, America Ferrera et Jason Ritter. Puis la comédie dramatique Il n'est jamais trop tard, réalisée par Tom Hanks, aux côtés de celui-ci et de Julia Roberts, qui sort en 2011. Il tient un rôle plus exposé dans la comédie From Prada to Nada, une production cependant plus modeste, menée par les jeunes vedettes Camilla Belle et Alexa Vega.
Il tente donc de revenir vers la télévision.

#### Années 2010: retour télévisuel

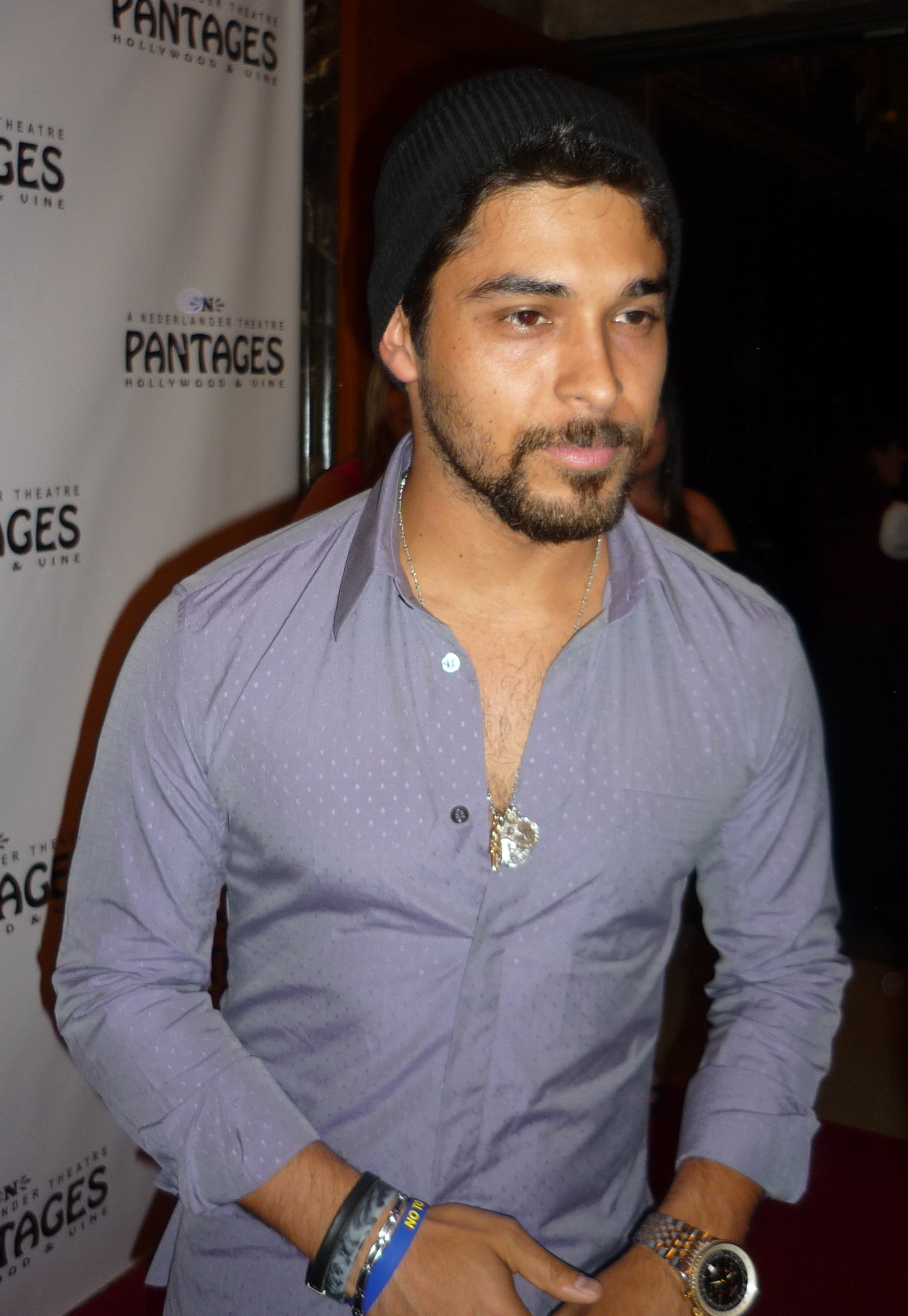
L'acteur en juin 2010.

Entre 2011 et 2012, il fait d'abord trois apparitions dans la troisième saison de la série Royal Pains. Puis en mars de la même année, il fait partie du casting de la nouvelle série événement de la chaîne américaine NBC, Awake. Le programme est cependant arrêté au terme d'une courte saison, faute d'audience.
Après quelques apparitions dans des séries comiques -  Are You There, Chelsea?, Suburgatory, Raising Hope, il intègre la distribution principale de la série anthologique d'horreur Une nuit en enfer (From Dusk till Dawn: The Series) diffusée sur El Rey. Il quitte néanmoins la série au bout de la seconde saison, fin 2015. Durant la même période, il fait des caméos dans les clips de sa compagne du moment, Demi Lovato, Really Don’t Care et Nightingale. Il parvient aussi à être à l'affiche de deux longs-métrages à petit budget : le thriller The Girl is in Trouble (en) et la comédie musicale School Dance.
À la rentrée 2015, il rejoint une nouvelle série : l'adaptation télévisuelle du film de science-fiction Minority Report. Elle s'arrête néanmoins au bout de dix épisodes. Il rebondit aussitôt vers la douzième saison de Grey's Anatomy. 
À la rentrée 2016, Valderrama intègre la distribution principale de NCIS : Enquêtes spéciales , après le départ de l'acteur Michael Weatherly.

### Vie privée

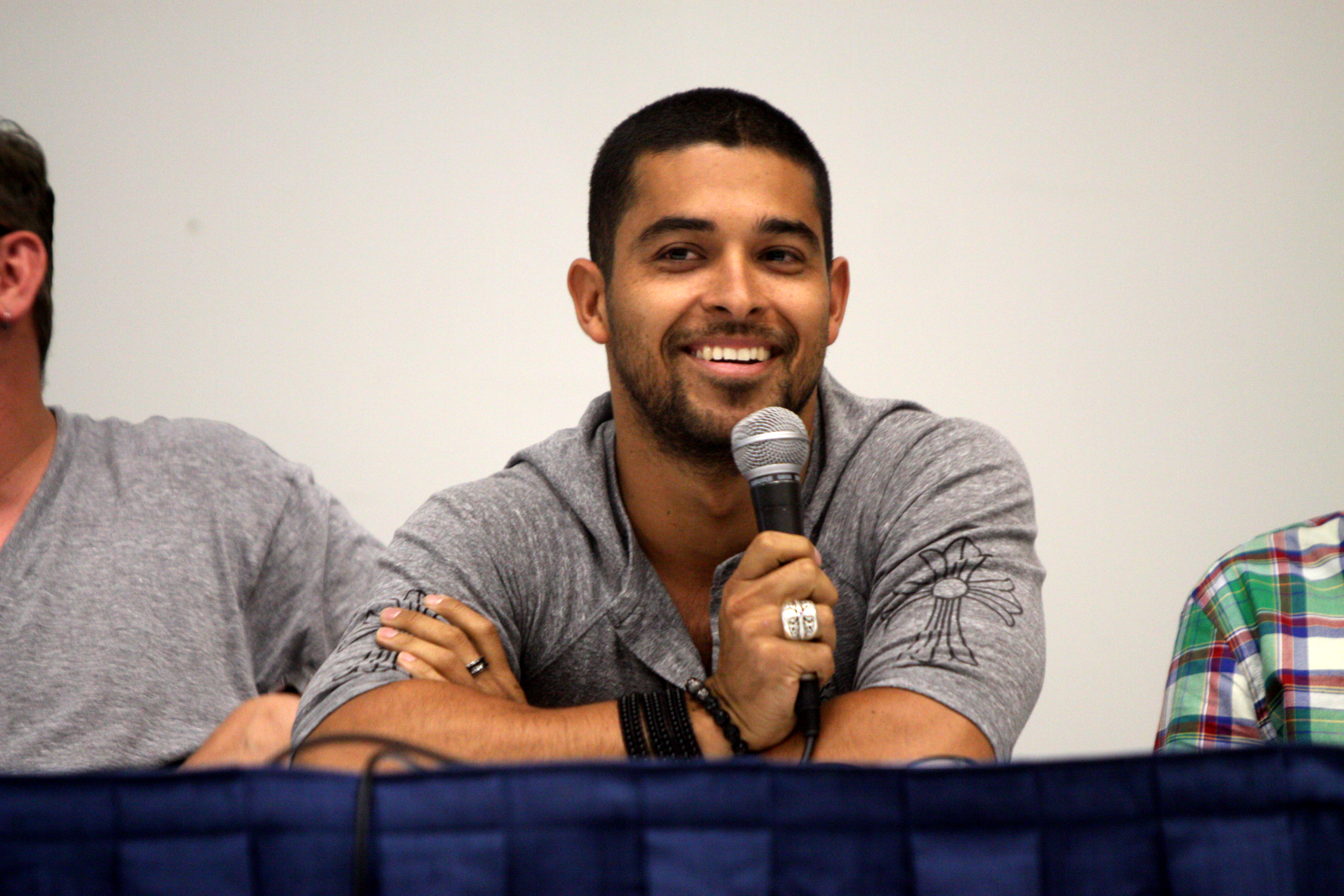
L'acteur en juin 2012, au Anaheim Convention Center, en Californie.

En février 2000, il se met en couple avec Mandy Moore – alors qu'elle n'a que 15 ans et lui 20. Leur relation se termine en février 2002. En 2018, Mandy déclare dans une interview que Wilmer a été son « premier petit-ami » ainsi que son « premier amour », mais que ce n'est pas avec lui qu'elle a perdu sa virginité, contrairement aux dires de Wilmer dans une précédente interview.
En mai 2004, il devient le petit-ami de Lindsay Lohan – alors âgée de 17 ans et lui 24 ans. Ils se séparent six mois plus tard, en novembre. En janvier 2005, il commence à fréquenter Ashlee Simpson – qui est alors l'une des meilleures amies de Lindsay Lohan. Alors que Lindsay accuse son amie d’être à l'origine de leur séparation et de lui avoir volé son petit-ami, Ashlee se défend en composant la chanson Boyfriend, qui sort en single en septembre 2005.
En 2009, il fréquente brièvement Avril Lavigne, et Rihanna. 
En mai 2010, il devient le compagnon de Demi Lovato, elle a alors que 17 ans et lui 29 ans,,. En juin 2016, ils annoncent leur séparation d'un commun accord après six ans de relation.  
Entre février et avril 2012, il fréquente Minka Kelly – alors qu'il venait de se séparer de Demi. Ils se sont brièvement remis ensemble durant l'été 2016, peu après sa séparation avec Demi,. 
Le 1er janvier 2020, il se fiance à la mannequin américaine Amanda Pacheco – sa compagne depuis huit mois. Leur fille Nakano Oceana Valderrama nait le 15 février 2021. Le 11 juillet 2025, il devient père d'un garçon Wolf Monte. 

## Filmographie

### Cinéma
- 2001 : Hot Summer (Summer Catch) de Michael Tollin : Mickey Dominguez
- 2003 : Party Monster de Fenton Bailey et Randy Barbato : Keoki
- 2004 : La Torcedura de Pascal Leister : Jose (court-métrage)
- 2005 : Beauty Shop de Bille Woodruff : Corky
- 2006 : The Darwin Awards de Finn Taylor : le réalisateur du documentaire
- 2006 : Longtime Listener de Maria Menounos et Keven Undergaro : le manager de Radio Hut Manager (court-métrage)
- 2006 : Fast Food Nation de Richard Linklater : Raul
- 2006 : Enfants non accompagnés (Unaccompanied Minors) de Paul Feig : Zach Van Bourke
- 2007 : The Dead One (en) de Brian Cox : Diego de la Muerte / El Muerto
- 2008 : Columbus Day de Charles Burmeister : Max
- 2011 : Il n'est jamais trop tard (Larry Crowne) de Tom Hanks : Dell Gordo
- 2011 : From Prada to Nada d'Angel Gracia : Bruno
- 2014 : School Dance (en) de Nick Cannon : Flaco
- 2015 : The Girl is in Trouble (en) (Not Rated) de Julius Onah : Angel
- 2015 : Beyond Lies (The Adderall Diaries) de Pamela Romanowsky : Josh
- 2016 : To Whom It May Concern de Manu Boyer : Sam
- 2020 : Blast Beat (en) d'Esteban Arango (en) : Ernesto
- 2024 : A Sudden Case of Christmas (en) de Peter Chelsom : Jacob

### Télévision

#### Séries télévisées
- 1998 : Four Corners (en) : Antonio (épisode 5)
- 1998-2006 : That '70s Show : Fez (200 épisodes)
- 2002 : Parents à tout prix (Grounded for Life) : Eugenio (saison 3, épisode 2)
- 2006 : Shorty McShorts' Shorts (en) : Nestor
- 2006 : Les Soprano : Wilmer Valderrama (saison 6, épisode 7)
- 2010 : Les Sorciers de Waverly Place : l'oncle Ernesto (saison 3, épisode 25)
- 2011-2012 : Royal Pains : Eric Kasabian (saison 3, épisodes 8, 10 et 11)
- 2012 : Are You There, Chelsea? : Tommy (épisode 8)
- 2012 : Awake : l'inspecteur Efrem Vega (13 épisodes)
- 2012 : Men at Work : Rodrigo (saison 1, épisode 6 - non crédité)
- 2012-2013 : Suburgatory : Yoni (saison 1, épisode 15 et saison 2, épisode 11)
- 2012-2013 : Raising Hope : Yoni et Ricardo Montes (saison 3, 4 épisodes)
- 2014 : Matador  : un invité à la soirée (caméo non crédité - épisode 1)
- 2014-2016 : Une nuit en enfer (From Dusk till Dawn: The Series) : Don Carlos Madrigal (23 épisodes)
- 2015 : Minority Report : Will Blake (10 épisodes)
- 2016 : Grey's Anatomy : Kyle Diaz (saison 12, 5 épisodes)
- 2016-2017 : The Ranch : Umberto (4 épisodes)
- depuis 2016 : NCIS : Enquêtes spéciales : l'agent spécial Nicholas « Nick » Torres (principal depuis la saison 14)
- 2017 : NCIS : Nouvelle-Orléans : l'agent spécial Nicholas « Nick » Torres (invité - saison 3, épisode 14)
- 2020 : Gentefied : Rob (saison 1, épisode 1)
- 2022 : NCIS: Hawaiʻi : l'agent spécial Nicholas « Nick » Torres  (saison 1 et 2, 2 épisodes)
- 2023 : NCIS : Los Angeles : l'agent spécial Nicholas « Nick » Torres (saison 14, épisode 9)
- 2023 : That '90s Show : Fez (invité)

### Création de voix

#### Films d'animation
- 2004 : Clifford et ses amis acrobates (Clifford's Really Big Movie) : Rodrigo
- 2007 : The Condor : Tony Valdez
- 2018 : Charming: Un Prince Trop Charmant (en) (Charming) de Ross Venokur : le prince Philippe Charming
- 2019 : Pauvre Toutou ! (Trouble) : Thurman Sanchez
- 2020 : En avant (Onward) : Gaxton
- 2021 : Encanto : La Fantastique Famille Madrigal (Encanto) : Agustín Madrigal

#### Séries d'animation
- 2005 : Les Héros d'Higglyville (Higglytown Heroes) : héros pilote d'hélicoptère (voix originale)
- 2005 : Robot Chicken : Fez (voix originale)
- 2006-2012 : Manny et ses outils : Manny (voix originale)
- 2011 : The Cleveland Show : Diego (saison 2, épisode 11)
- 2012 : Agent Spécial Oso : Manny (voix originale - saison 2, épisode 32)
- 2013 : Murder Police : voix diverses

#### Émission
- 2006-2007 : Yo momma! (en) : présentateur

### Clips musicaux
- 2009 : Paula DeAnda (en) - Easy
- 2009 : Omar Cruz - To The Top
- 2011 : LMFAO - Sexy and I Know It
- 2012 : Vanessa Curry ft. Leighton Meester - Addicted to Love
- 2013 : Jonas Brothers - First Time
- 2014 : Demi Lovato ft. Cher Lloyd - Really Don't Care
- 2014 : Demi Lovato - Nightingale
- 2017 : Maluma ft. Marc Anthony - Felices los 4
- 2020 : Justin Bieber - Holy

## Voix francophones
En France, Wilmer Valderrama est régulièrement doublé par Paolo Domingo. Eilias Changuel l'a également doublé à deux reprises.
Au Québec